# Textilanyagok fehérítése
A textilanyagok fehérítésének célja a szálasanyagok színeződését előidéző szennyezőanyagoknak lehetőleg a szálak károsodása nélkül történő eltávolítása – ha azok mosással nem távolíthatók el – vagy legalábbis elszíntelenítése, döntően oxidatív, ritkábban reduktív módszerrel, és ezáltal tiszta fehér színű textília előállítása.
Tarkánszőtt szövetek esetében a cél a leendő fehér részek fehérségének fokozására, a színes fonalak tisztább és élénkebb megjelenése érdekében. A fonalszínezéshez használt színezék oxidálószer-érzékenységétől függ a fehérítőszer kiválasztása, általában a hidrogén-peroxid megfelelő.
A fehérítés több készültségi fokban végezhető (laza állapotban, fonal alakban, kelmeként vagy darabáruként).
Cellulóz alapú szálasanyagokból (pamutból és pamut tartalmú keverékekből) készült szövetek esetében a tulajdonképpeni fehérítés előtt végre kell hajtani a felületi szennyezőanyagok (pl. maghéjak) eltávolítását (ezt perzseléssel végzik), az írtelenítést, a lúgos főzést (a pamutviasz elszappanosítása, bennmaradt növényi szennyezések elroncsolása, egyéb kísérőanyagok – pl. kis mennyiségű fehérje - eltávolítása végett), amit forró, majd hidegvizes öblítés követ.

## A kezdetek

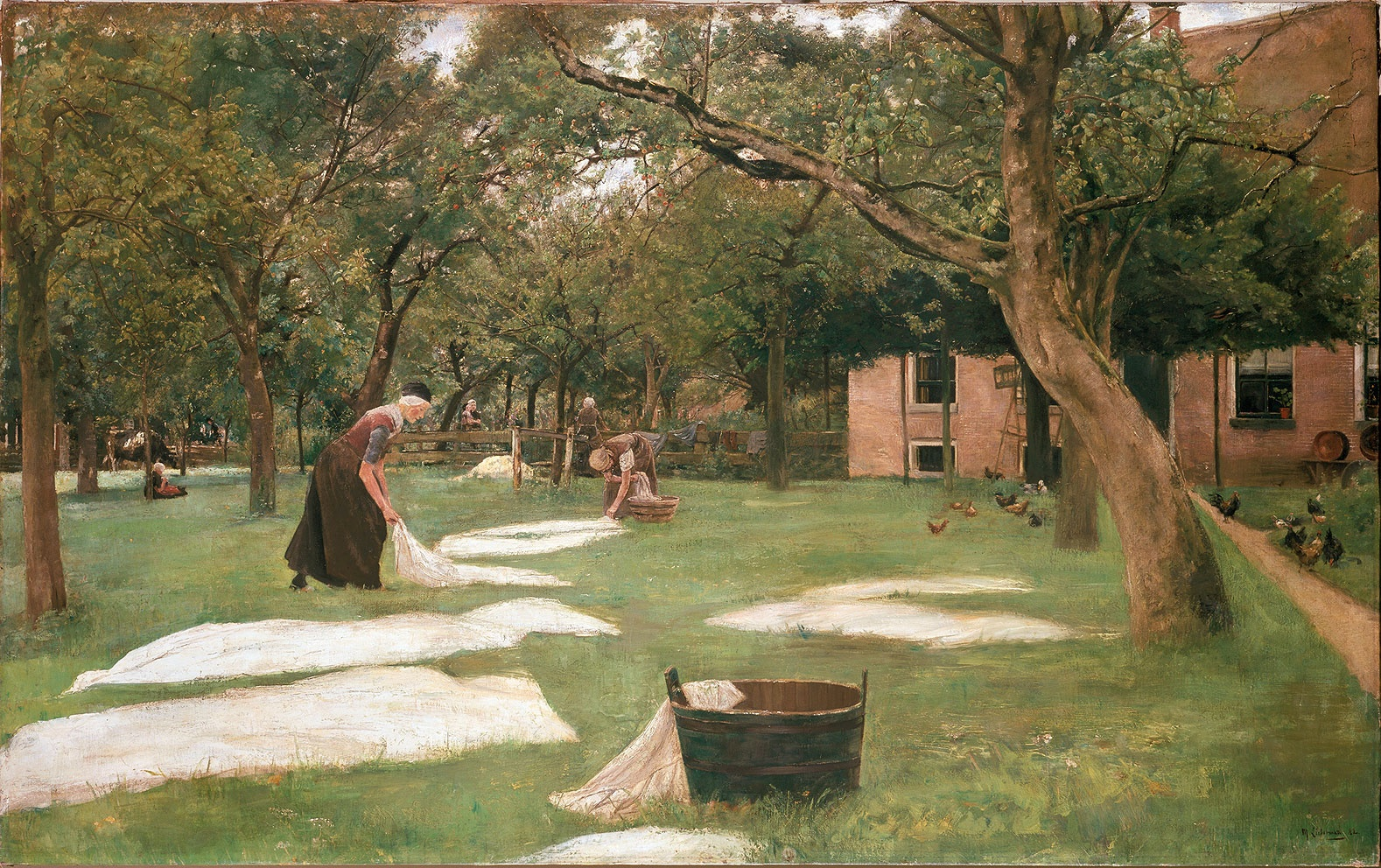
Max Liebermann: Gyepfehérítés. (Wallraf-Richartz-Museum)

Kezdetben az elkészült nyers textilanyagot (szövetet, kötöttárut) napokig tartó főzéssel igyekeztek kifehéríteni, de ez az eljárás nem vált be. Később fahamut adagoltak a főzőoldatba, ezzel igyekeztek a hatást fokozni, de ez sem járt kielégítő eredménnyel, viszont a hosszadalmas főzés nagyon megviselte a textíliát. Később a fahamut oltott mésszel próbálták helyettesíteni. Ez megrövidítette ugyan az eljárás idejét, de jelentősebb fehérítő hatást így sem sikerült elérni.
Valódi fehérítő hatást a gyepfehérítéssel tudtak elérni: a szövetet kiterítették a gyepre és több hét alatt a textília valóban jelentős mértékben kifehéredett. A jelenség magyarázata az, hogy a növények (itt a gyep) vegetációjuk során szén-dioxidot nyelnek el és oxigént bocsátanak ki. Ezek az oxigén atomok roncsolják el a textilanyagban meglévő színezőanyagokat, amihez hozzájárul, hogy a napfény ultraibolya sugarai a levegőben jelen lévő ózonnal oxidatív hatást fejtenek ki.
Az 1770-es években fedezték fel a klórt és a klórgáz alkalmazása a textilanyagok fehérítésében jelentős előrelépés volt. Veszélyes volta miatt azonban később áttértek a klórmész alkalmazására.
Ma a fehérítésnek kétféle korszerű módja használatos: a kémiai és az optikai fehérítés.

## Kémiai fehérítés
Kémiai fehérítésnél a szálasanyagban előforduló színezőanyagokat oxidálószerekkel roncsolják el. Kétségtelen hátrányuk, hogy minden esetben szálkárosodással járnak, így a kémiailag fehérített textíliák élettartama valamivel kisebb, mint a fehérítés nélkül készült termékeké. A károsodás mértéke nagyban függ a technológiai előírások (az oldat koncentrációja, a pH érték, a kezelés hőmérséklete és időtartama) pontos betartásától.
Cellulóz alapanyagú textíliák fehérítésére leggyakrabban a nátrium-hipokloritos (NaOCl, hypó) – röviden: hipokloritos – fehérítés használatos. Az 1–8 g/l aktív klórt tartalmazó fehérítő fürdő pH értékének 10–12 között kell lennie, a kezelést 20 °C hőmérsékleten, 1–3 óra hosszat végzik. A kezelés befejeztével sósavas savazást végeznek (ennek célja a szálakban maradt alkália nyomok közömbösítése és a rájuk rakódott kalcium- és magnéziumsók oldatba vitele), majd a klórmaradványokat öblítéssel és a klórt megkötő nátrium-biszulfitos (NaHSO3) kezeléssel távolítják el. Befejezésül még egy öblítést végeznek.
A nátrium-kloritos (NaClO2) fehérítés előnye, hogy az állati eredetű szálasanyagokon (pl. gyapjú, selyem) kivételével minden szálasanyag-fajta fehérítésére alkalmas és nagyon kíméletes. Hátránya viszont, hogy a kezelés során mérgező klór-dioxid (ClO2) keletkezhet és korrodáló hatása miatt károsíthatja a gépi berendezést (még a saválló acélból készültet is). A nátrium-kloritos fehérítést 80–95 °C hőmérsékleten, savas közegben (pH 4–5) végzik, a kezelés időtartama 2 óra.
Oxidatív fehérítés esetén mindig a felszabaduló aktív oxigén színtelenít, a nátrium-hipokloritos fehérítésnél sem a klór fejt ki hatást.
A nátrium-hipokloritos fehérítés végén klórmentesítést (hipoklorit aktív maradványainak eltávolítása, klór-aminok elbontása) és savazást (semlegesítés, kalcium-, magnéziumsók oldatba vitele) végeznek. A nátrium-hipokloritos fehérítéshez pH=9-11 az optimális hatást biztosító fürdő kémhatás (pH=11 felett a fehérítés sebessége rohamosan csökken, viszont a nagymértékű szálduzzadás károsodással jár).
A nátrium-kloritos fehérítést csak légmenetesen záródó berendezésben szabad végezni (klórdioxid keletkezése miatt), a berendezés anyaga nagy molibdén vagy titántartalmú anyagból készülhet, elterjedt az üveg- és porcelán bélelésű gépegységek alkalmazása. A szerves savakkal beállított savas közeg mellett fontos az aktivátorok (pl. nátrium-hipoklorit, aldehidek) alkalmazása.
A poliamid szálasanyagból készült textíliákat 1–3 g/l nátrium-klorit oldattal, pH 3,5 mellett 80–100 °C-on, 1–2 óra alatt fehérítik. A poliészterből és a poli(akril-nitril)-ből készült textilanyagoknál 3–5 g/l nátrium-klorit oldatot, pH 3 értéket és 70–100 °C hőmérsékletet alkalmaznak; a technológiai idő 3 óra.
Növényi és állati eredetű szálakból készült textíliákhoz jól használható a hidrogén-peroxiddal (H2O2) végzett fehérítés. Kíméletes eljárás, nem igényli a textília előzetes főzési kezelését. A folyamat befejezéséhez nincs szükség savazásra vagy egyéb hatóanyag-eltávolító eljárásra, még öblítésre sem, ami a víztakarékosság szempontjából (is) fontos tényező. A 60–80 °C-on, lúgos (pH 7–9) közegben végzett művelet 1–2 órát vesz igénybe. A fehérítő fürdőben stabilizátort (általában vízüveget) is adagolnak, ami fékezi a hidrogén-peroxid túl gyors, vízre és oxigénre történő bomlását.
A hidrogén-peroxidos fehérítésnél pamut esetén pH=9-11, 80-90 °C hőmérséklet és 1-4% (kelme száraz tömegére vonatkoztatva) 30%-os hidrogén-peroxid az ideális. Aktivátorként csak régen használtak vízüveget, jelenleg komplexképző szerves vegyületeket adagolnak e célból.
Gyapjú hidrogén-peroxidos fehérítését gyengén alkalikus (pH 8–9,5) közegben 40–50 °C-on, vagy savas (pH 5–6) közegben 60–80 °C-on végzik. A savas fehérítés nem ad olyan szép fehérséget, mint az alkalikus, de előnye a rövidebb kezelési idő.
A gyapjút ritkán fehérítik, csak fehér és élénk színű termék előállítása esetén. Reduktív módszernél kéndioxid, kénessav, nátrium-hidrogén-szulfit és nátrium-ditonit valamelyikét alkalmazzák. Oxidatív fehérítést korábban kálium-permanganáttal, ma főleg hidrogén-peroxiddal végzik.
A selymet pH 9–10-re beállított hidrogén-peroxidos eljárással fehérítik.
Alkalmaznak kombinált eljárást is: nátrium-hipokloritos fehérítés után hidrogén-peroxidos fehérítést is végeznek. Ennek előnye az, hogy a hipokloritos fehérítésből visszamaradt klórmaradványokat a hidrogén-peroxidos kezelés eltávolítja, nincs szükség külön klórtalanításra. A kombinált eljárást 80–85 °C-on végzik, időtartama 2–3 óra.
A mesterséges szálak gyártásukból eredően tiszták, így fehérítésük ritkább. Poliamidnál a hőrögzítési kisebb sárgulás megszüntetésére nátrium-kloritos, vagy perecetsavas kezelés jellemző. A poliésztert csak keverékek esetén fehérítik (nátrium-hipoklorit, hidrogén-peroxid). Poliakril-nitril szálak előállításkori krém elszíneződését nátrium-klorittal színtelenítik.

## Folyamatos fehérítés
Az előzőekben felsorolt eljárások mindegyike szakaszos eljárás, aminek egyes részfolyamatait egy erre szolgáló gépben (pl. motollás kádon) egymás után végeznek el. Minden fehérítési tétel igényli az előírt technológiai időt, így a berendezés kihasználása a rendszeres ki- és berakodás időigényét is figyelembe véve meglehetősen rossz. Ezt a hátrányt küszöböli ki a folyamatos fehérítés, amelyet több egymás után kapcsolt berendezésből álló gépegységen végezhető. A gépsor telítő és pihentető egységekből, valamint mosóegységből áll, amelyeken a kelme folyamatosan halad végig.

## Optikai fehérítés
Az optikai fehérítést igen nagyfokú fehérség elérésére használják. Az optikai fehérítőszerek fluoreszkáló szerves vegyületek, amelyek a textilanyag felületére eső fény ibolyántúli (tehát nem látható) sugarait látható fénnyé alakítják és ez verődik vissza az anyag felületéről. Ily módon az optikai fehérítővel kezelt textília felületéről nagyobb mennyiségű látható fény verődik vissza, mint amennyi látható fény reá sugárzik. Az optikai fehérítőszerekre jellemző, hogy a belőlük emittált fény kékes árnyalatú, ami a szálasanyag eredeti sárgás színének kiegészítő színe és így az eredmény fehér szín. Az így kezelt textíliák (pl. férfiingek) különösen ultraibolya sugárzást is tartalmazó fényben (napfényben vagy fénycsővilágításnál) vakító fehérnek látszanak. Tisztán szintetikus szálakból készült textíliákon főleg optikai fehérítést alkalmaznak.
Az optikai fehérítés hátránya, hogy nem elég mosásálló: többszöri mosás során a hatás csökken, a textília megszürkül. (A szürkülés nem az optikai fehérítő csökkenése miatt következik be, hanem azért, mert a mosógépben a melegen mosott termékre rázúduló hideg öblítővíz miatt a felületen még jelenlevő szennyemulzió rádermed.)
Az esetleg túladagolt optikai fehérítő kedvezőtlen külső képet, pl. sárgulást okoz (0,01-0,5 g/l a helyes koncentráció). Az oxidálószernek ellenálló optikai fehérítők (ma ez a korszerű) a kémiai fehérítő fürdőbe adagolva alkalmazhatók.

## A kelmefehérítés gépei, eljárásai
A fehérítés többféle alakban végezhető el:
- széles vagy kötegalakban, a kelme érzékenységétől függően,
- szakaszosan (pl. szélesen jiggeren, kötegben zárt kötegszínező berendezésben is),
- félfolyamatosan (szélesen pad-batch, pad-roll eljárással),
- folyamatosan (kötegalakban, szélesen).

## Jegyzet
1. ↑  A nátrium-hipoklorit koncentrációja jelentősen befolyásolja a fehérítés hatékonyságát, időtartamát és szálkárosító hatását.